# Sicéliotes
Les Sicéliotes ou Siciliotes sont une population ancienne parlant grec dans la partie de la Grande-Grèce en Sicile.

## Histoire
Les Sicéliotes seraient des Doriens installés comme colons en Sicile depuis le VIIIe siècle av. J.-C.
Durant la République et l'Empire romains, les Sicéliotes sont les descendants des colons grecs, ce qui les distingue clairement des habitants non-grecs de Sicile comme les Sicules.